# Sean Parnell
Sean R. Parnell (Hanford, 19 novembre 1962) è un politico e avvocato statunitense, governatore dell'Alaska dal 2009 al 2014.

## Biografia
Nato in California, dopo gli studi in legge, Parnell entrò in politica venendo eletto dapprima alla Camera dei Rappresentanti dell'Alaska e poi al Senato di stato dell'Alaska. Dopo aver lasciato il Senato di stato, si occupò delle relazioni governative fra l'Alaska e la compagnia petrolifera ConocoPhillips.
Nel 2005 si candidò a Vicegovernatore dell'Alaska e vinse le elezioni in coppia con la candidata governatrice Sarah Palin. Parnell fu uno stretto collaboratore della Palin per tutta la durata del suo mandato.
Nel 2008 sfidò il deputato della Camera dei Rappresentanti Don Young nelle primarie repubblicane, ma fu sconfitto. Quando la Palin diede le dimissioni, il 26 luglio 2009, secondo la costituzione dell'Alaska, Parnell fu governatore al suo posto.
Nel 2010 Parnell affrontò delle elezioni vere e proprie per cercare di mantenere la sua posizione di governatore. Alla fine Parnell vinse le elezioni con oltre dieci punti percentuali in più dell'avversario democratico.
Nel 2014 Parnell va alla ricerca di un terzo mandato ma viene sconfitto dall'avversario Bill Walker; lascia il governatorato il 1º dicembre 2014.